# Olena Olefirenko
Olena Olefirenko, née le 11 avril 1978 à Novoïavorivsk en Ukraine, est une rameuse d'aviron ukrainienne.

## Carrière
Elle termine troisième de la finale de quatre de couple aux Jeux olympiques d'été de 2004, mais elle est déchue de sa médaille après avoir été contrôlée positive à l'Ethamivan après cette finale. Elle est quatrième de la finale olympique de 2008.
Elle est sacrée championne d'Europe en quatre de couple en 2007 et en 2008.